# Ceryx atereus
Ceryx atereus är en fjärilsart som beskrevs av Stoll 1782. Ceryx atereus ingår i släktet Ceryx och familjen björnspinnare. Inga underarter finns listade i Catalogue of Life.